# Parischnogaster clypealis
Parischnogaster clypealis är en getingart som först beskrevs av Cameron 1906.  Parischnogaster clypealis ingår i släktet Parischnogaster och familjen getingar. Inga underarter finns listade i Catalogue of Life.